# 粟鹿神社

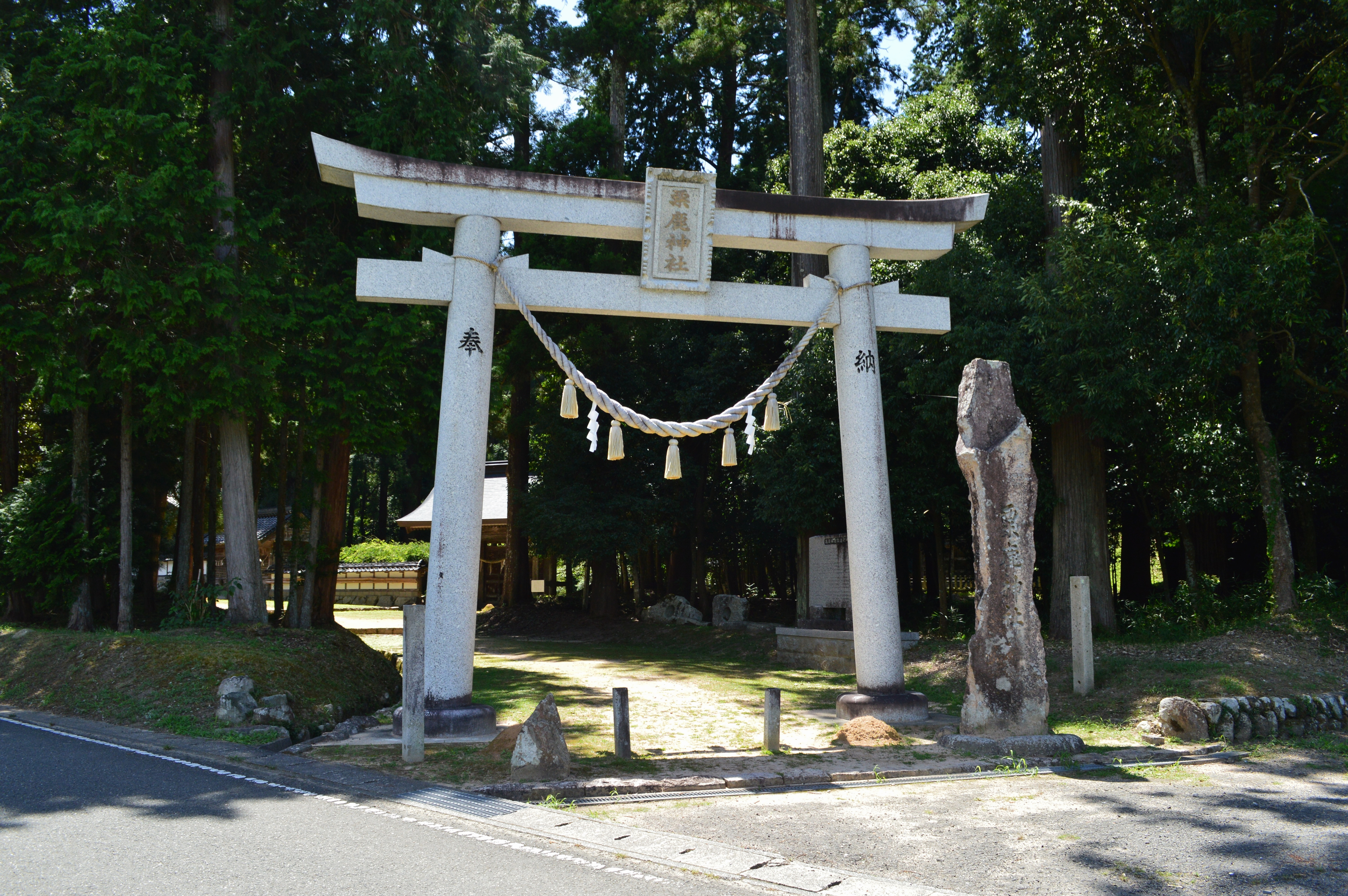
鳥居

粟鹿神社（あわがじんじゃ）は、兵庫県朝来市山東町粟鹿にある神社。式内社（名神大社）、但馬国一宮または二宮。旧社格は県社。神紋は「抱き茗荷」。

## 祭神
現在の祭神は次の通り。
主祭神
- 天美佐利命（あめのみさりのみこと）
- 日子坐王命（ひこいますのおおきみのみこと）
- 日子穂穂手見尊（ひこほほでみのみこと）

配祀神
- 阿波奈岐尊（あはなぎのみこと）
- 伊弉奈岐尊（いざなぎのみこと）
- 天照大日孁尊（あまてらすおおひるめのみこと）
- 籠神（このかみ）
- 鵜葺草葺不合尊（うがやふきあえずのみこと）
- 月讀尊（つきよみのみこと）
- 素盞嗚尊（すさのをのみこと）
- 豊玉姫尊（とよたまひめのみこと）

延長5年（927年）成立の『延喜式』神名帳・臨時祭 名神祭条における祭神の記載は1座。現在の主祭神は上記3柱とする。

## 歴史

### 創建
創建について『粟鹿大明神元記』では、第11代垂仁天皇の時代に、天美佐利命が荒振る神であるために大彦速命が朝廷に申し出て祀ることとなり、大彦速命の曾孫が「神部直」の氏姓を賜って但馬国造に定められたとする。

### 概史

#### 古代
| 年     | 出石神             | 粟鹿神             | 養父神             |
| ------ | ------------------ | ------------------ | ------------------ |
| 845年  | 無位 →従五位下     | 無位 →従五位下     | 無位 →従五位下     |
| 868年  | 従五位上 →正五位下 | 従五位上 →正五位下 |                    |
| 869年  |                    |                    | 従五位上 →正五位下 |
| 874年  | 正五位下 →正五位上 | 正五位下 →正五位上 | 正五位下 →正五位上 |
| 神名帳 | 名神大8座          | 名神大1座          | 名神大2座 小3座    |
| 一宮制 | 一宮               | 二宮               | 三宮?              |

天平9年（737年）の『但馬国正税帳』では、「朝来郡粟鹿神戸」について、租代は66束2把である旨のほか、調絁2匹4丈5尺を直稲165束で買い取る旨が記されている。なお但馬国の他の有力神社として、出石神社（豊岡市、但馬国一宮）の神戸では租代435束6把・調絁20匹4丈5尺（直稲1,245束）、養父神社（養父市、但馬国三宮?）の神戸では租代145束5把・調絁6匹4丈5尺（直稲405束）であった。
『新抄格勅符抄』大同元年（806年）牒では、当時の「粟鹿神」に神戸として但馬国から2戸が充てられている。
国史では、「粟鹿神」・「禾鹿神」の神階が承和12年（845年）に無位から従五位下、貞観10年（868年）に正五位下、貞観16年（874年）に正五位上にそれぞれ昇叙された旨が見える。
延長5年（927年）成立の『延喜式』神名帳では但馬国朝来郡に「粟鹿神社 名神大」と記載され、名神大社に列している。また『延喜式』臨時祭 名神祭条では、名神祭二百八十五座のうちに粟鹿神社一座が見える。平安時代中期の『和名抄』に見える地名のうちでは、当地は朝来郡粟鹿郷に比定される。 

#### 中世・近世
天正年間（1573-1592年）には豊臣秀吉により社領を没収されたのち、慶長元年（1596年）に粟鹿村内から33石余が与えられている。

#### 近代以降
明治維新後、明治5年（1872年）に近代社格制度において郷社に列し、明治12年（1879年）には県社に昇格した。
1999-2004年度（平成11-15年度）には境内付近（粟鹿遺跡）において春日和田山道路（北近畿豊岡自動車道）建設に伴う発掘調査が実施され、粟鹿神社関連と見られる古代の公的施設（着到殿か）や中世の石敷参道が検出されている。

### 神階
- 承和12年（845年）7月16日、無位から従五位下（『続日本後紀』）[原 5] - 表記は「粟鹿神」。
- 貞観10年（868年）12月27日、従五位上から正五位下（『日本三代実録』）[原 6] - 表記は「粟鹿神」。
- 貞観16年（874年）3月14日、正五位下から正五位上（『日本三代実録』）[原 7] - 表記は「禾鹿神」。

## 境内

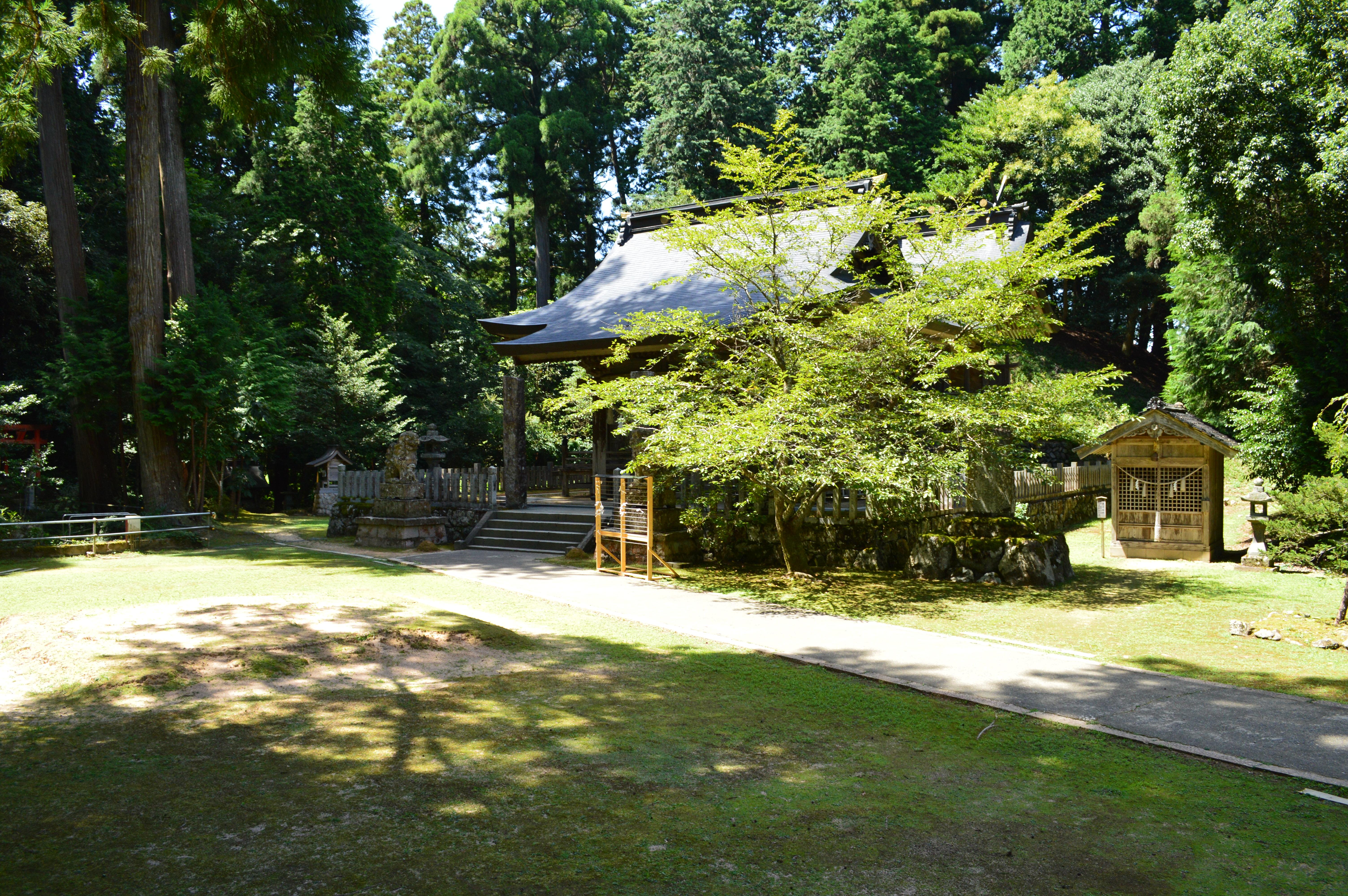
境内

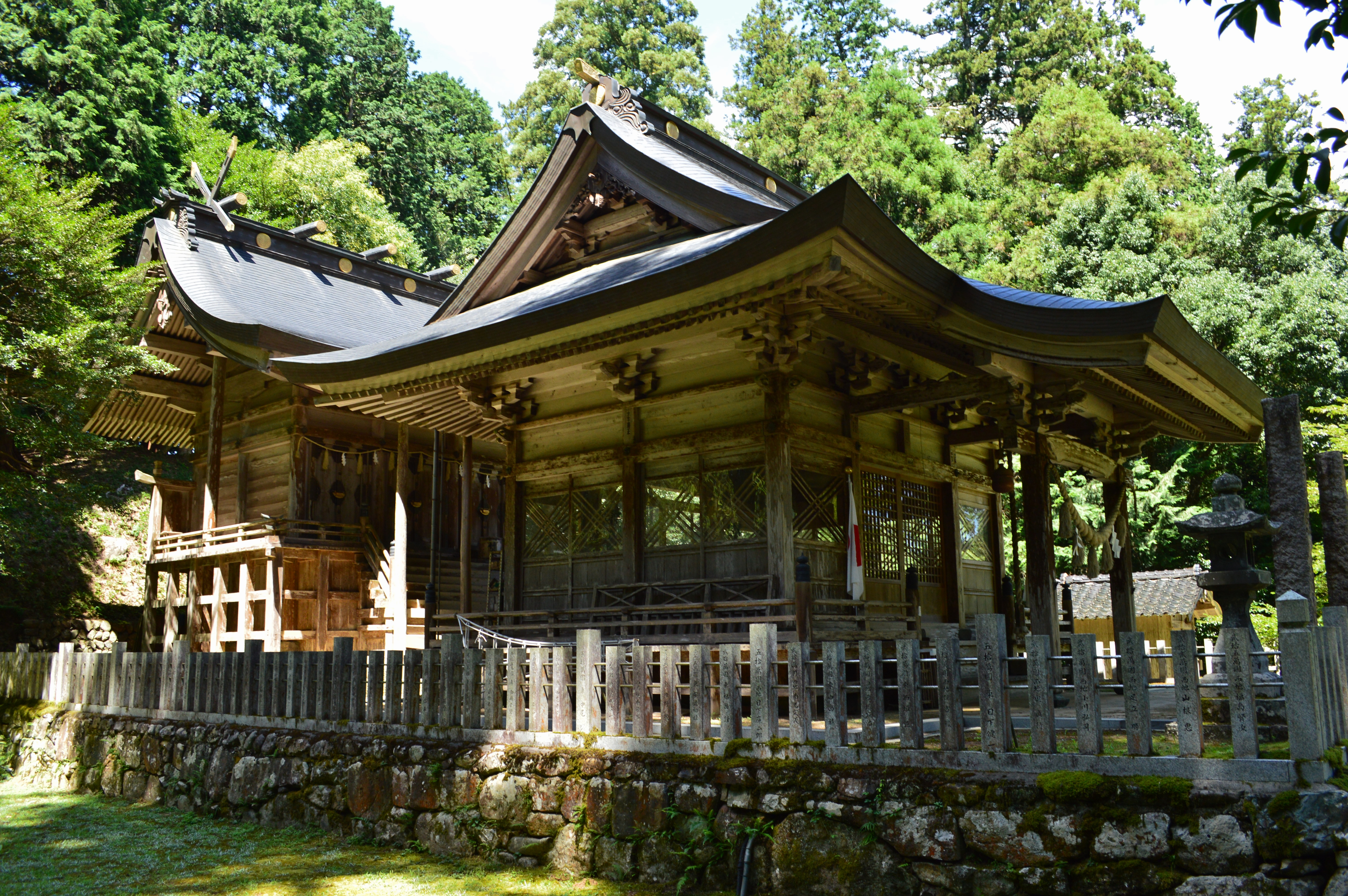
社殿

主要社殿のうち本殿は、明治13年（1880年）の造営。桁行三間・梁間二間の流造である。本殿前に接続する拝殿は、桁行四間・梁間三間である。本殿裏には小丘があり、神社側では「御陵」・「神墓」・「御塚」として日子坐王の墓と伝える。小丘の周囲には空濠のような地形も認められるが、未調査のため古墳であるかは詳らかでない。
神域を画する塀には南北に勅使門・日の出門が開く。北の勅使門は、造営年代は詳らかでないが、元々は勅使が出入りするための門であると伝える（文献上では4回の勅使参向が知られる）。切妻造の四脚門で、屋根はかつて檜皮葺であったが、現在は銅板葺に改められている。主にケヤキ材により、柱上組物・三斗詰組・海老虹梁・木鼻など全体的に唐様の手法が認められるが、本柱からの挿し肘木には天竺様も認められる。境内の建物の多くが失われたなかで、災禍を免れて往時の面影を残す貴重な建物とされる。朝来市指定有形文化財に指定されている。
勅使門の南の日の出門（随身門）は、随身門の外側には随身像1対が、内側には狛犬1対が安置されている。随身像・狛犬はそれぞれ朝来市指定有形文化財に指定されている。
また境内の樹叢は、朝来市指定天然記念物に指定されている。

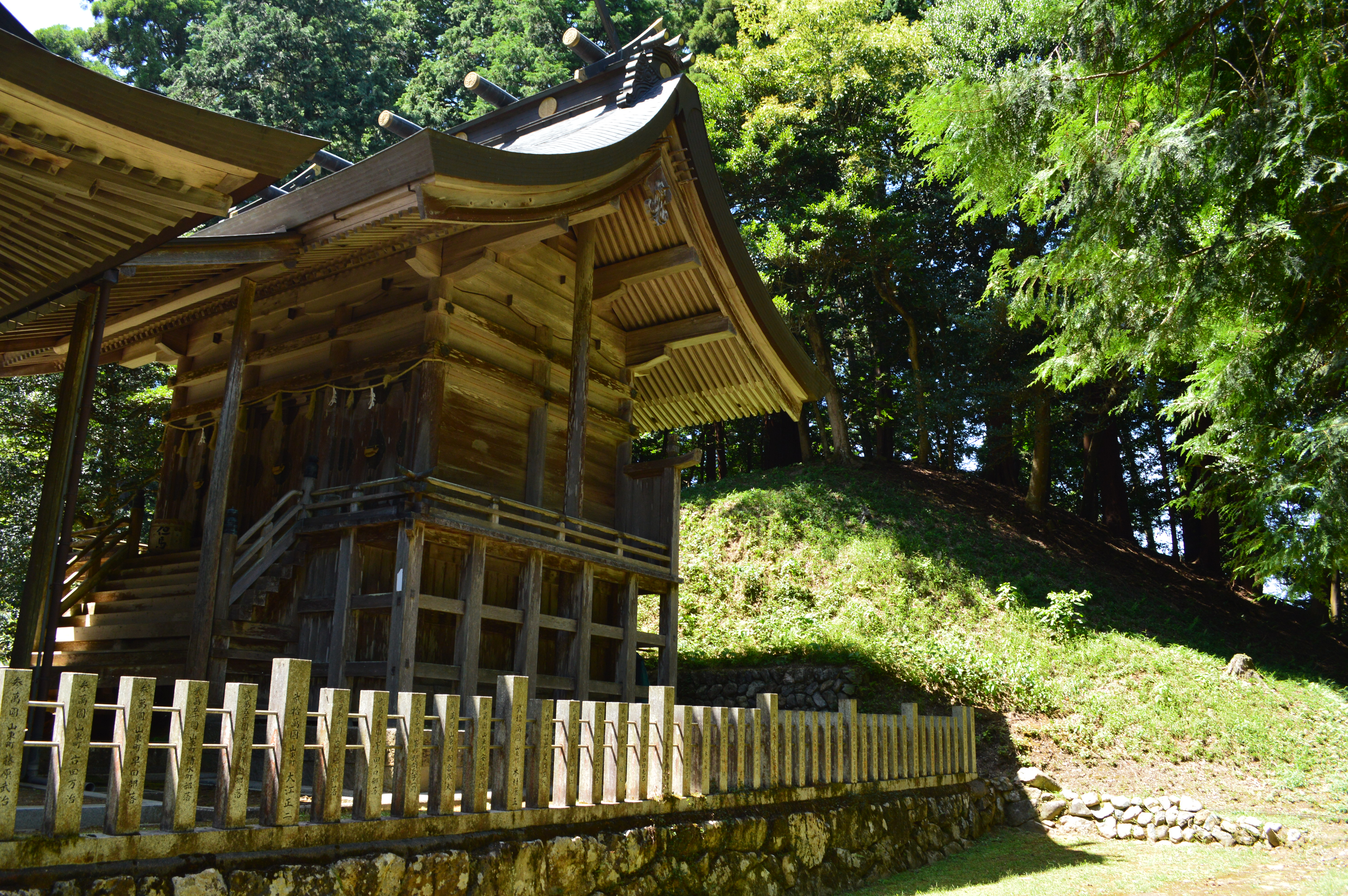
本殿・伝日子坐王御陵
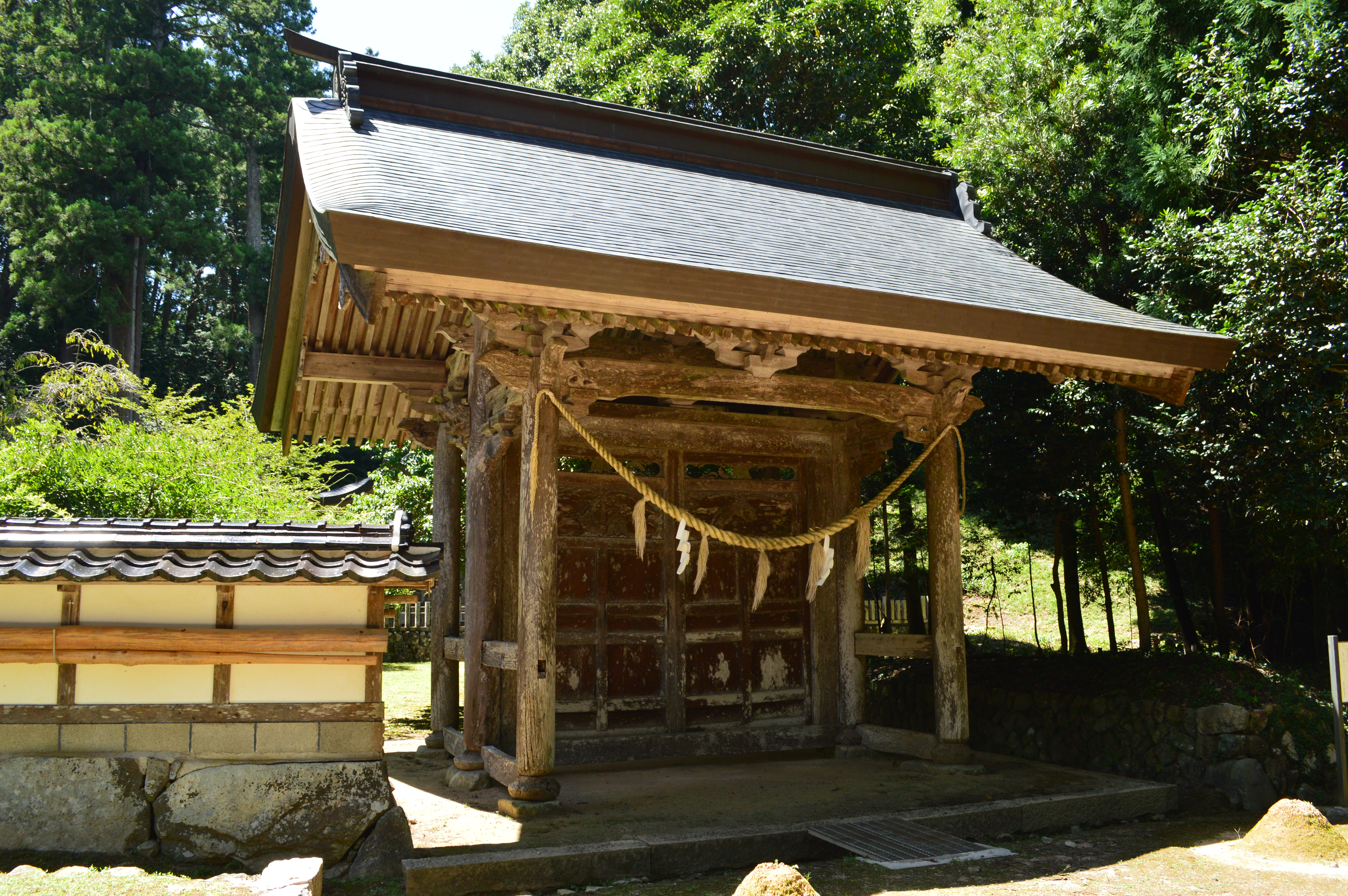
勅使門（朝来市指定文化財）
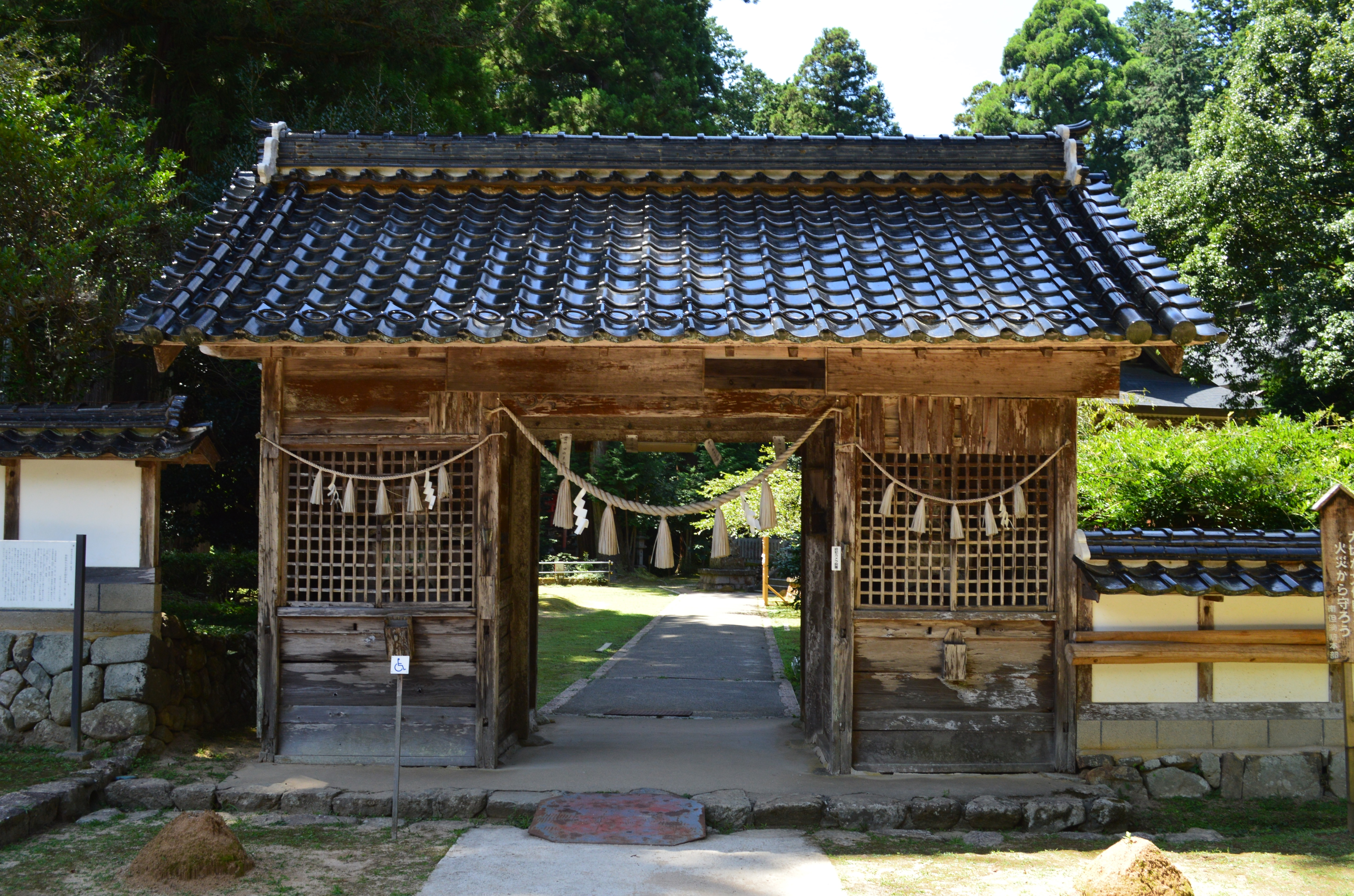
随身門

## 摂末社
摂末社は、境内社6社・境外社3社の計9社。
境内社
- 茗荷神社 - 祭神：草野姫命
- 猿田彦神社 - 祭神：猿田彦神
- 厳島神社 - 祭神：市杵島姫命
- 床浦神社 - 祭神：大巳貴神
- 稲荷神社 - 祭神：保食神
- 天満宮 - 祭神：菅原道真

境外摂社
- 當勝神社 - 祭神：神功皇后。現在は独立社。
- 住吉神社 - 祭神：底筒男命
- 三谷神社 - 祭神：船穂足尼命。現在は独立社。

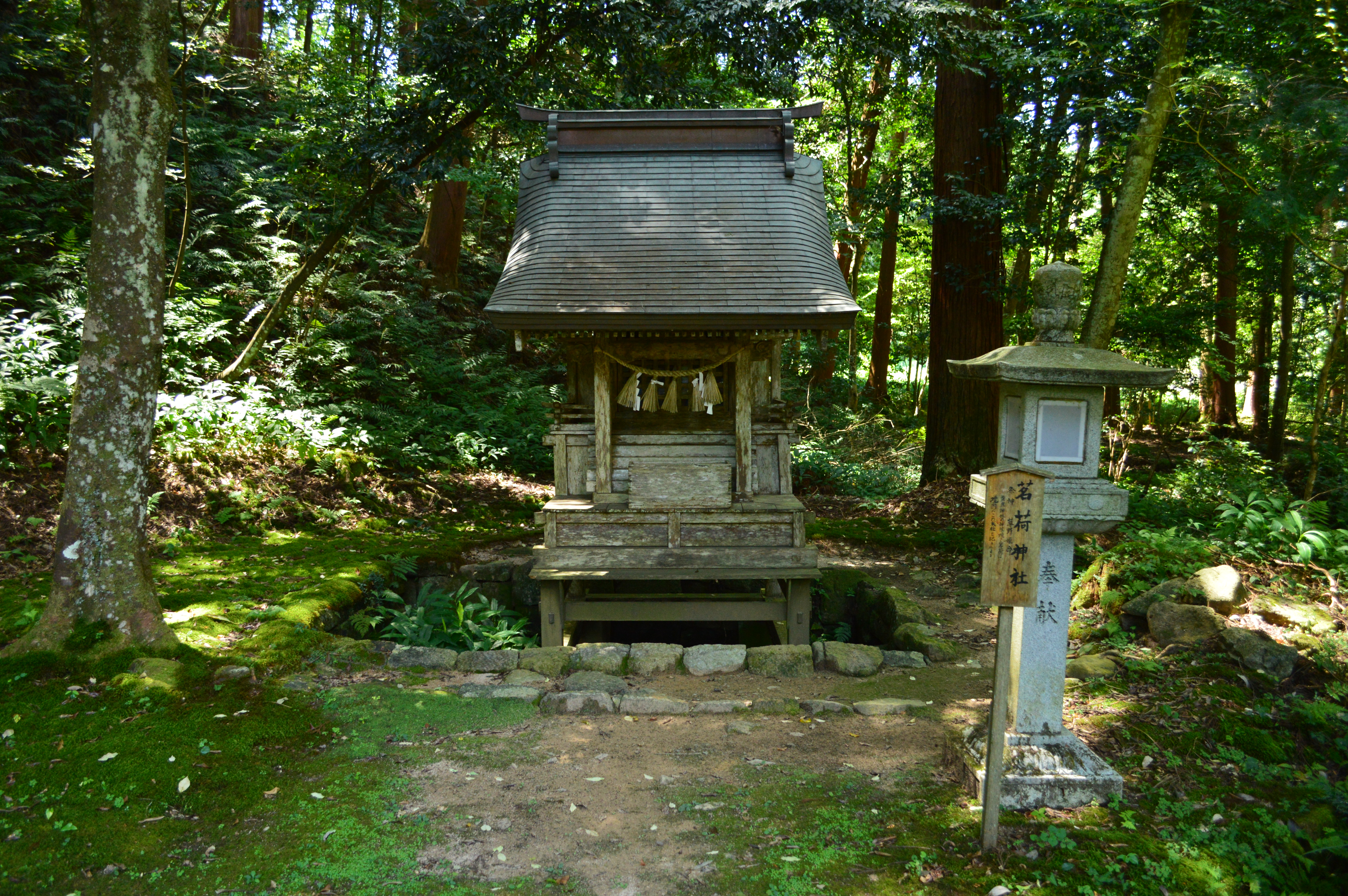
茗荷神社
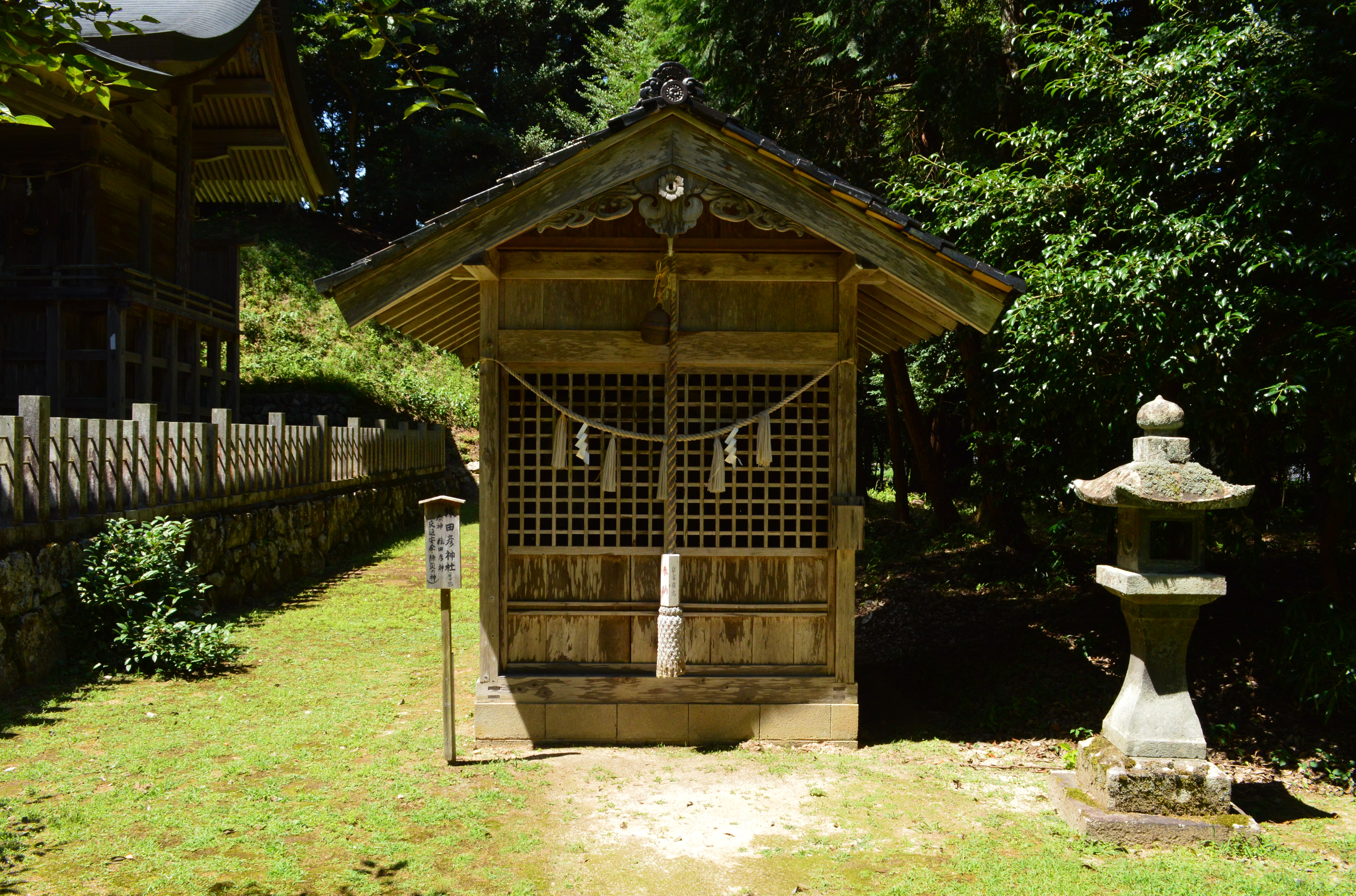
猿田彦神社
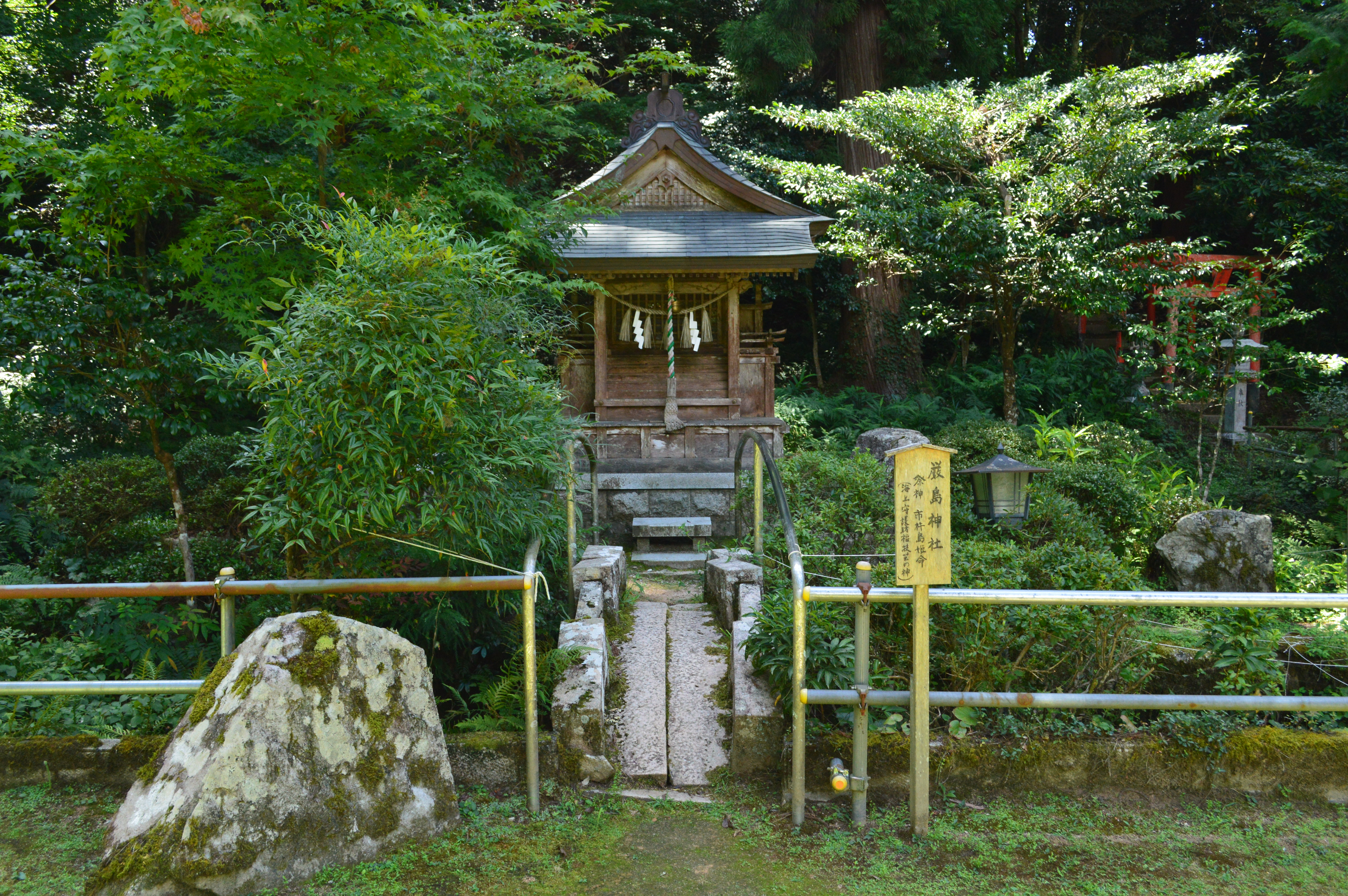
厳島神社
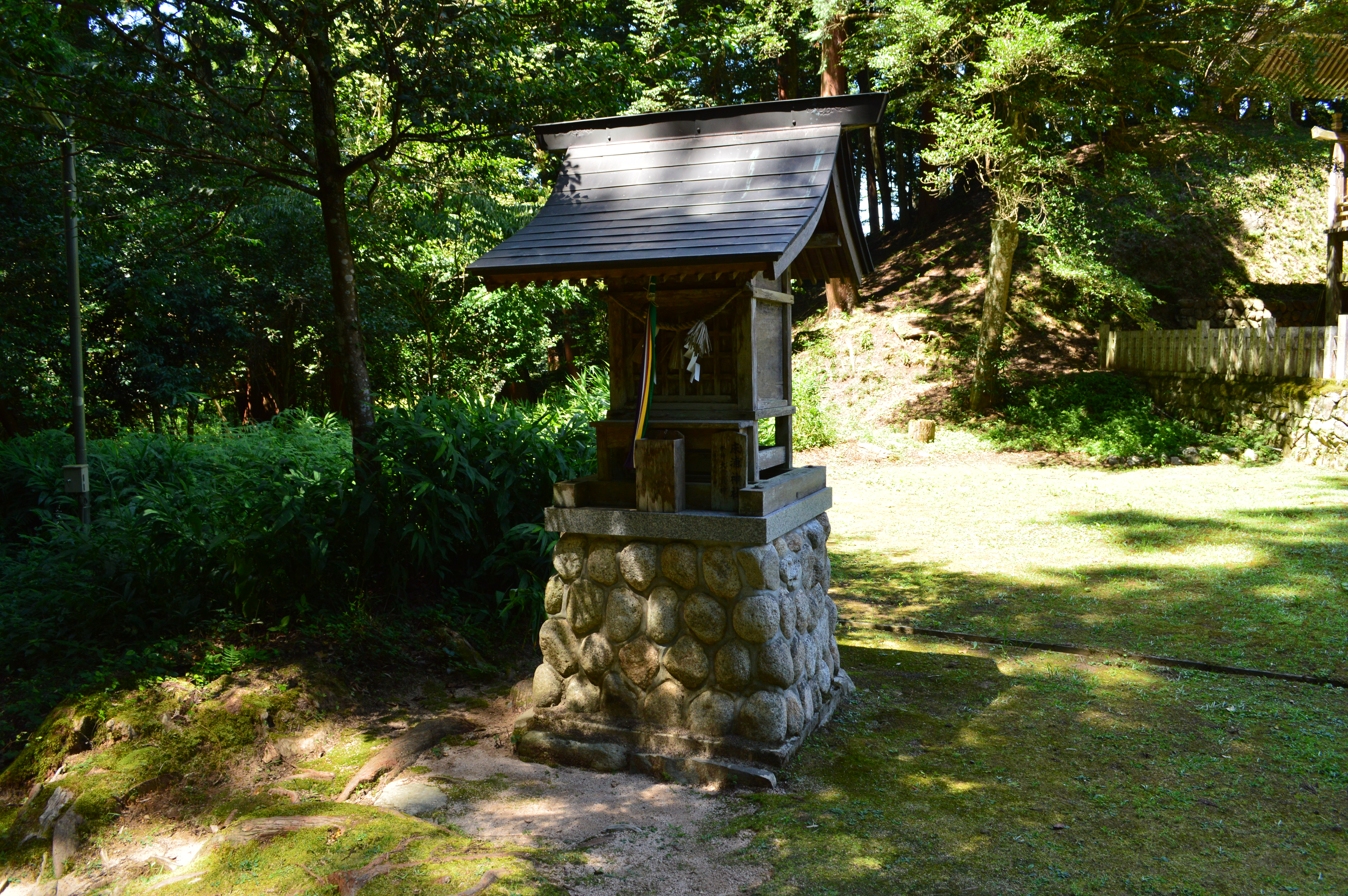
床浦神社
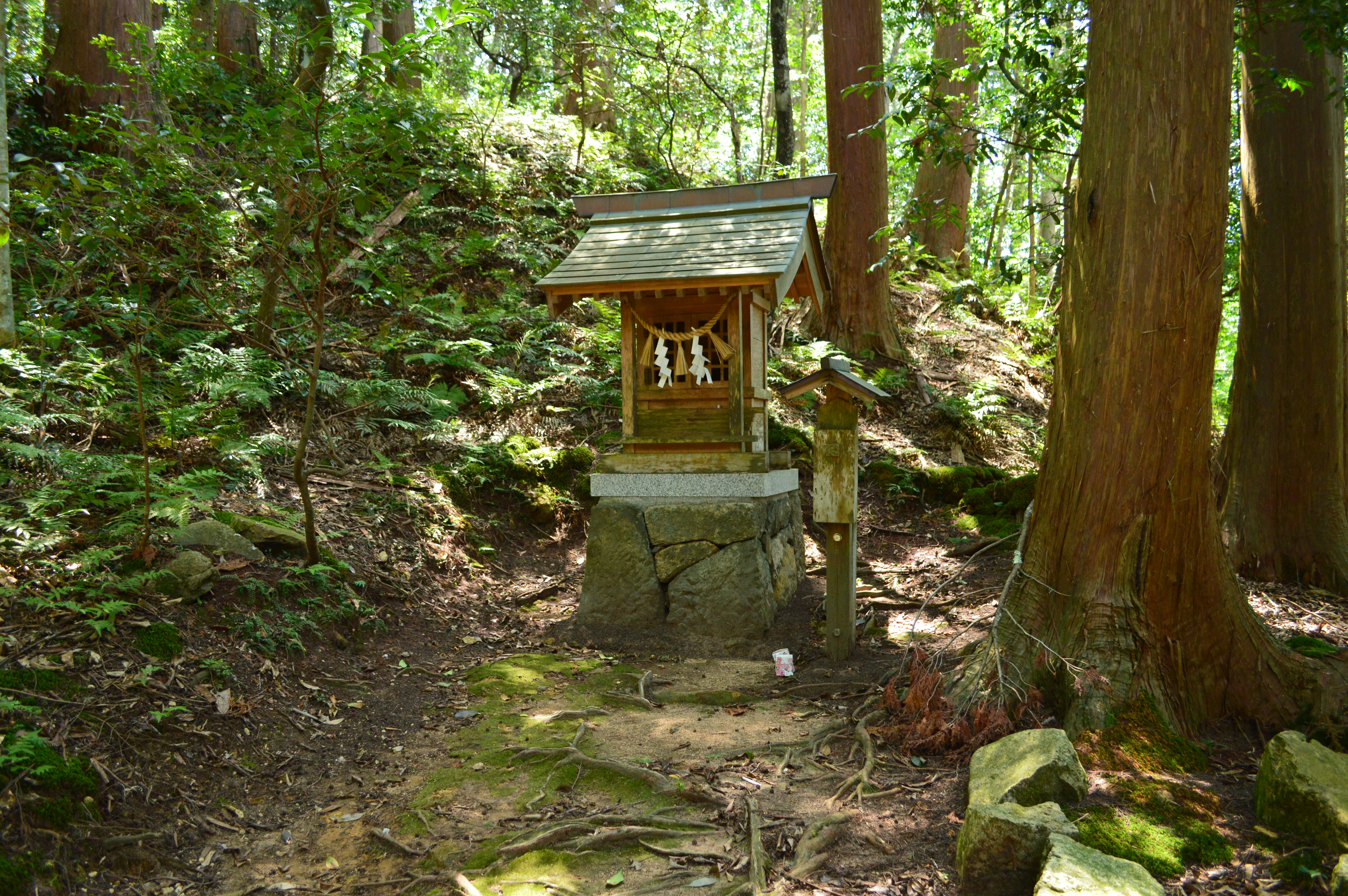
稲荷神社
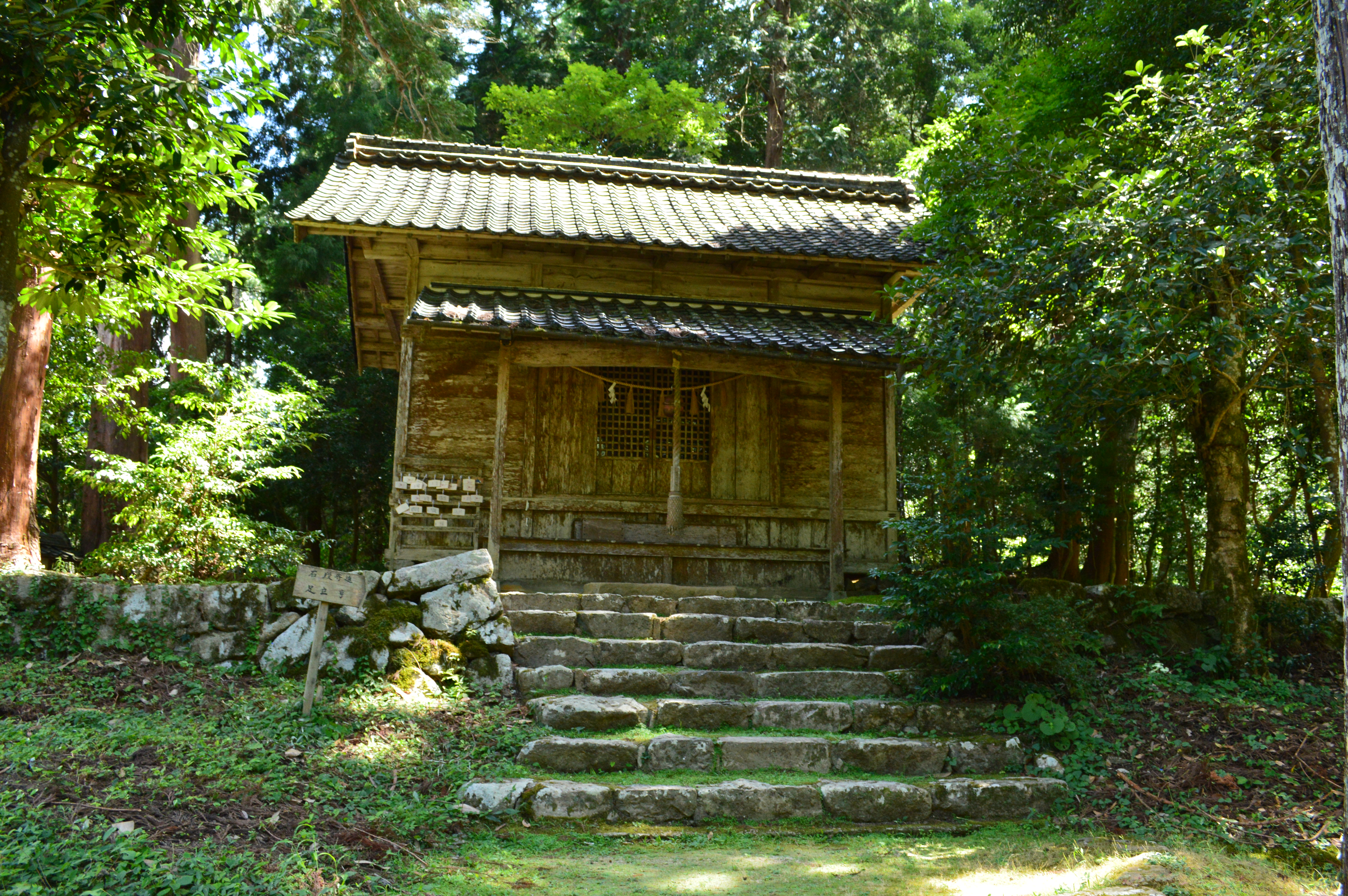
天満宮

## 祭事
- 歳旦祭（1月1日）
- 節分祭（節分の日）
- 当神祭（2月11日）
- 祈年祭（旧暦2月4日）
- 早祓祭（7月15日）
- 秋季例大祭（10月17日）
- 大祓・除夜祭（12月31日）

## 文化財

### 朝来市指定文化財
- 有形文化財
  - 粟鹿神社勅使門（建造物）
造営年代不明。1972年（昭和47年）4月1日指定[7]。
  - 粟鹿神社木造著色随身倚像（彫刻）
江戸時代初期頃の作。1対2体で、寄木造による。2011年（平成23年）3月16日指定[7][9]。
  - 粟鹿神社木造著色狛犬像（彫刻）
江戸時代頃の作。1対2体で、寄木造による。吽形像は角を有する。2011年（平成23年）3月16日指定[7][10]。
- 天然記念物
  - 粟鹿神社社叢林
1979年（昭和54年）10月1日指定[7]。

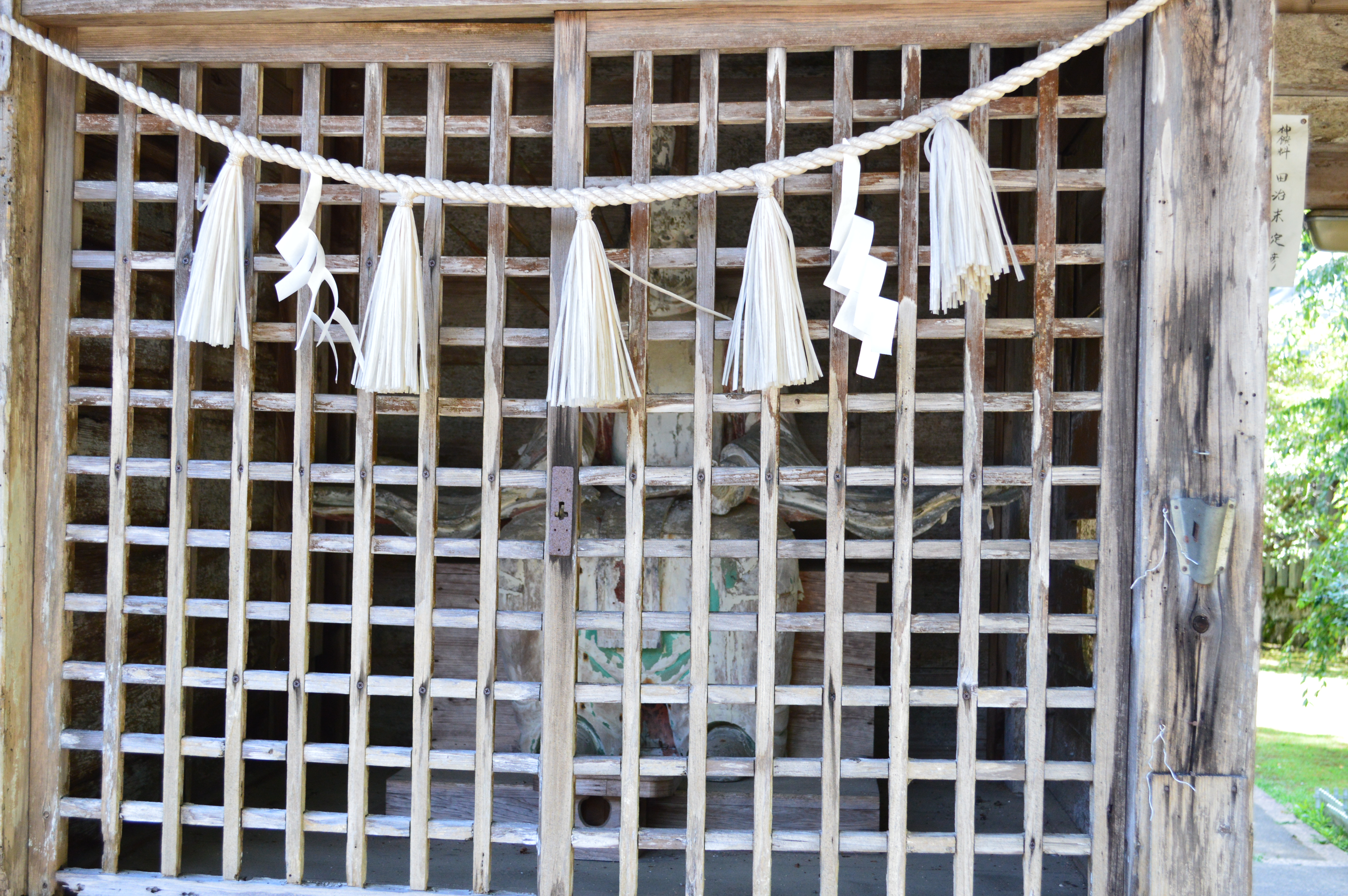
随身倚像
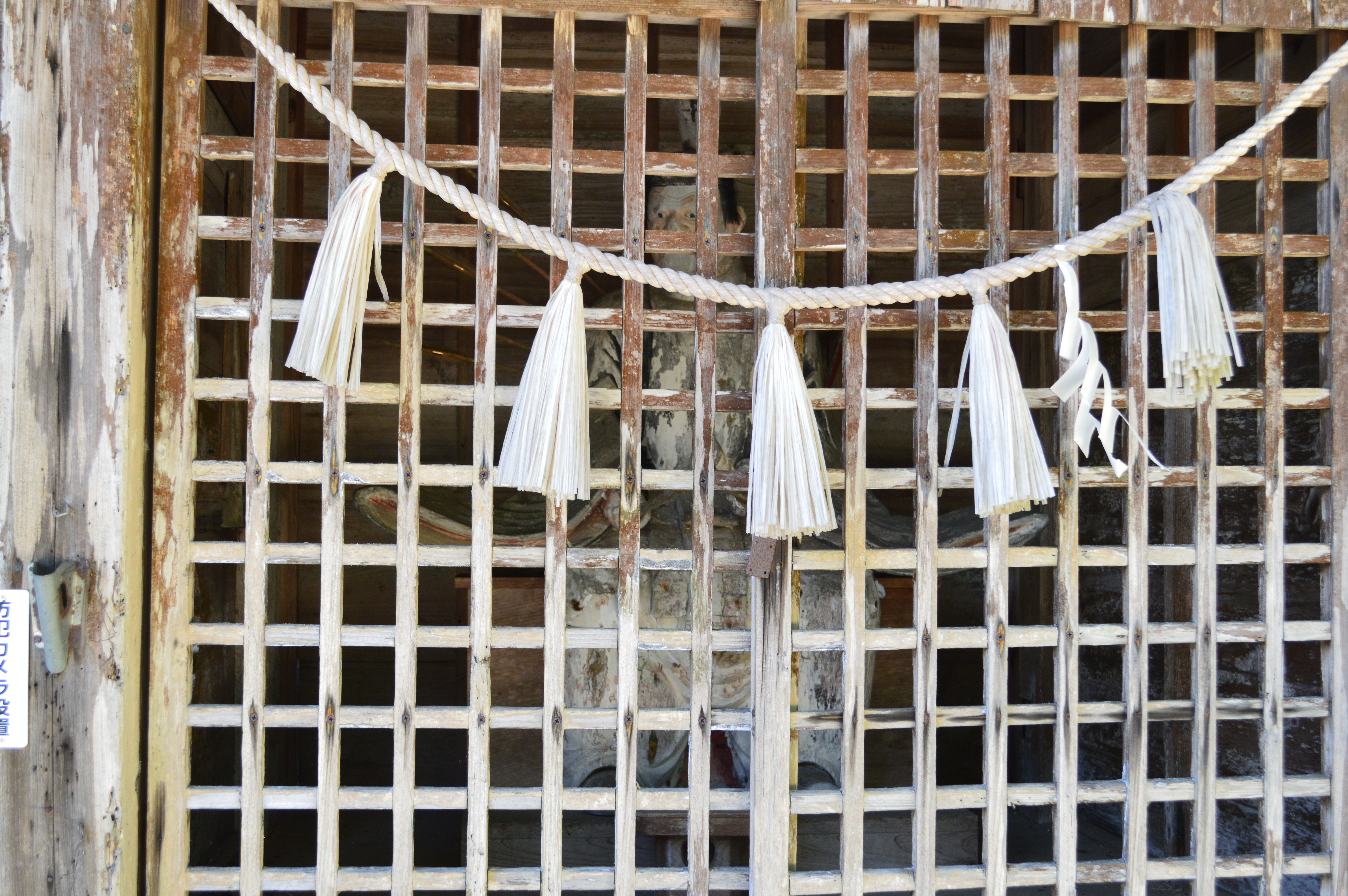
随身倚像
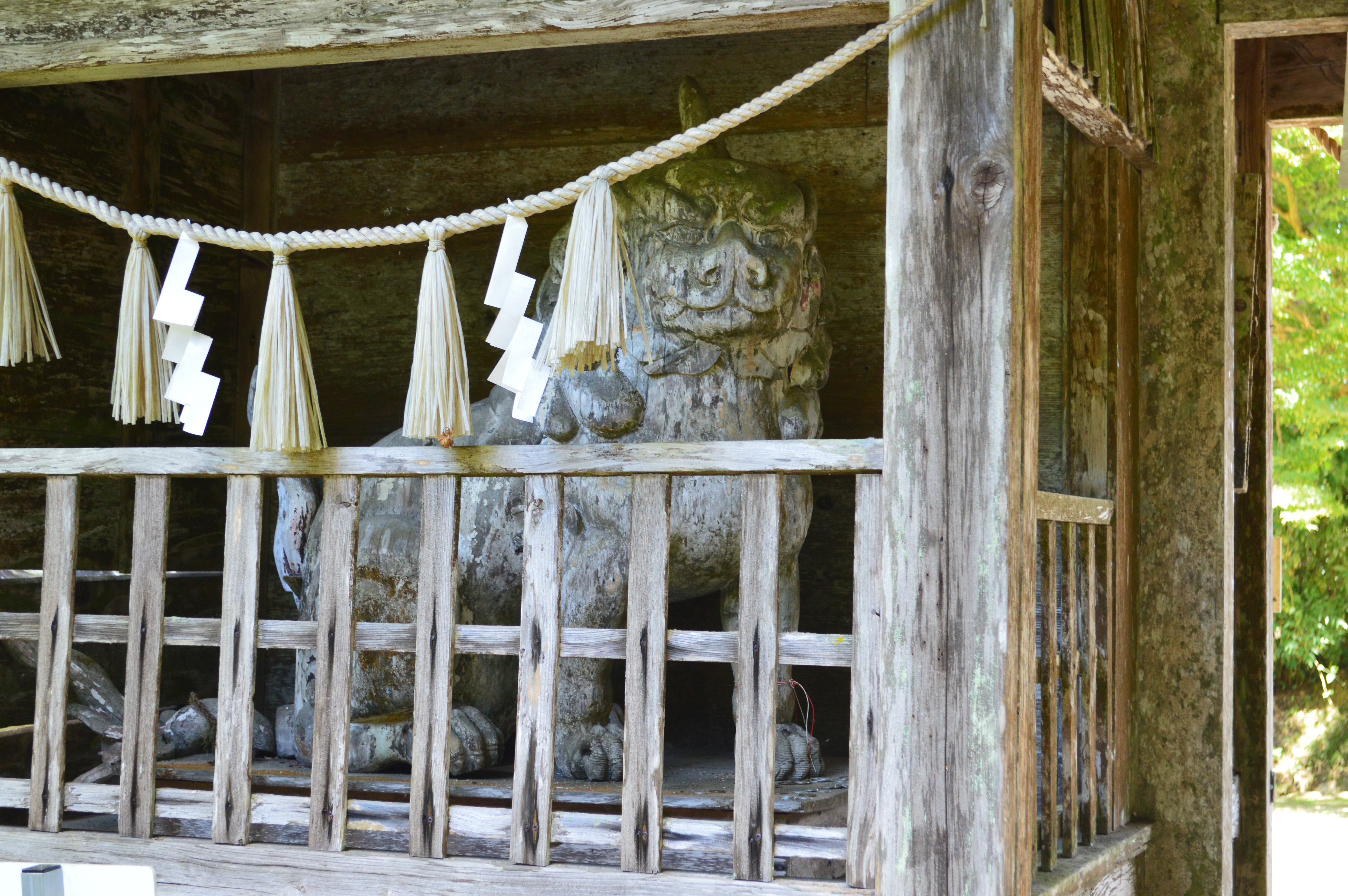
狛犬像
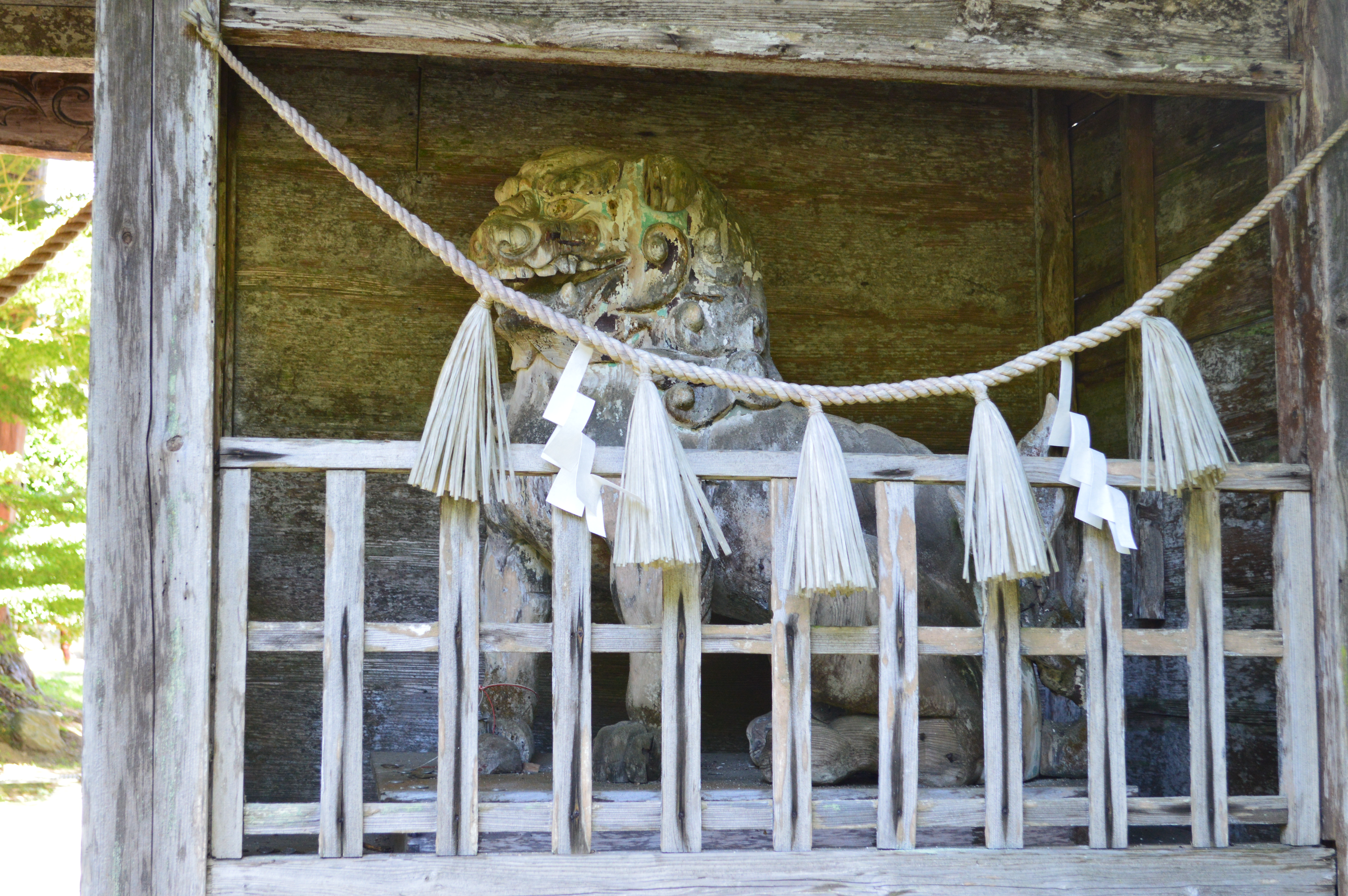
狛犬像

## 現地情報
所在地
- 兵庫県朝来市山東町粟鹿2152

交通アクセス
- 鉄道
  - 西日本旅客鉄道（JR西日本）山陰本線 梁瀬駅（徒歩約30分）
- バス
  - 和田山駅（JR西日本山陰本線）から、全但バス（柴行き）で「粟鹿神社前」バス停下車（下車後徒歩すぐ）
  - 神戸から、全但特急バス 夢千代号（浜坂・湯村行き）で「粟鹿神社前」バス停下車（下車後徒歩すぐ）
- 車
  - 北近畿豊岡自動車道 山東ICから、約5分
  - 播但連絡道路 和田山ICから、約10分